# Aleksandria (rejon ostrowiecki)
Aleksandria (biał. Александрыя, Aleksandryja; ros. Александрия, Aleksandrija) – wieś na Białorusi, w obwodzie grodzieńskim, w rejonie ostrowieckim, w sielsowiecie Michaliszki.

## Historia
Pod zaborami i w II Rzeczypospolitej majątek ziemski (folwark). W XIX i w początkach XX w. położona była w Rosji, w guberni wileńskiej, w powiecie zawilejskim/święciańskim, w gminie Aleksandrowskiej (nazwanej od Aleksandrii, zarząd gminy mieścił się jednak Żukojniach). Majątek był wówczas własnością Zakrzewskich.
Po I wojnie światowej pod administracją polską, w Zarządzie Cywilnym Ziem Wschodnich. W latach 1920–1922 w składzie Litwy Środkowej.
Od 11 kwietnia 1922 leżała w Polsce, w województwie wileńskim, w powiecie święciańskim, w gminie Aleksandrowo/Żukojnie.
Po II wojnie światowej w granicach Związku Sowieckiego. Od 1991 w niepodległej Białorusi.